# Distretto di Mariscal Cáceres (Huancavelica)
Il distretto di Mariscal Cáceres  è uno dei diciannove distretti della provincia di Huancavelica, in Perù. Si trova nella regione di Huancavelica e si estende su una superficie di 5.63 chilometri quadrati.